# Maxim Borodin
Maxim Borodin (russisch Максим Бородин; * um 1985; † 15. April 2018 in Jekaterinburg, Russland) war ein russischer Investigativ-Journalist.
Er arbeitete für den Pressedienst Nowi Den. Kurz vor seinem Tod schrieb er über den Tod mehrerer russischer Söldner der „Gruppe Wagner“, eines seit 2015 im Krieg in Syrien kämpfenden privaten russischen Unternehmens.
Am 12. April 2018 fiel der 32-jährige Journalist unter Umständen, die bisher nicht geklärt wurden, aus einem Fenster im fünften Stock seiner Wohnung in Jekaterinburg und starb am 15. April 2018 im Krankenhaus Nr. 23 der Stadt, ohne das Bewusstsein wiedererlangt zu haben.
Sein Tod wurde in Medien zahlreicher Länder rezipiert.
Organisationen wie z. B. Reporter ohne Grenzen und die OSZE fordern eine Aufklärung des Falles.